# Азиатский маршрут AH64
Маршрут AH64 (Asian Highway 64) — один из маршрутов международной азиатской сети, соединяющий Петропавловск с российским городом Барнаул. Общая протяжённость маршрута 1 666 километра (1041 миля).
Маршрут начинается от Петропавловска, Казахстан проходит через Кокшетау, Астану, Павлодар, Семей и заканчивается в Барнауле, Россия, соединяющая AH6 и AH62 с AH4 .

## Маршрут
| Петропавловск | → | Кокшетау | → | Астана | → | Шидерты | → | Павлодар | → | Семей | → | Аул | → | Весёлоярск | → | Барнаул |

## Казахстан
- автодорога A1: связывает Петропавловск с Кокшетау
- автомагистраль A1: связывает Кокшетау с Астаной
- автодорога P4: соединяет Астану с Шидерты
- автодорога A17: соединяет Шидерты с Павлодаром
- автодорога M38: соединяет Павлодар с Семеем
- автодорога A11: соединяет Семей с Аулом

## Россия
- автодорога A322 — от границы с Казахстаном около Рубцовска до Барнаула (332 км; 206 миля)